# Vértes Marcell
Vértes Marcell, született: Weisz Manó, külföldön: Marcel Vertès (Újpest, 1895. augusztus 10. – Párizs, 1961. november 1.) festő, grafikus, illusztrátor.

## Életpályája
Weisz József kereskedő és Ripper Ernesztina gyermekeként született izraelita családban. Egy darabig műszaki tanulmányokat végzett, majd beiratkozott a Képzőművészeti Főiskolára. Ezt megelőzően rajzait a Borsszem Jankó, a Szamár, a Fidibusz c. lapok közölték, később pedig a Színházi Élet és a Pesti Futár. Mestere Ferenczy Károly volt a főiskolán. 1915-ben katonának állt, de nem hagyta abba a rajzolást sem. A Színházi Élet (1917. július 14.–21.) egy tréfás rajzsorozatot közölt tőle Frontszínház címmel. 1916-ban Karinthy Frigyes Tanár úr kérem-je volt az első könyv, amihez illusztrációkat készített. 1918-1919-ben több politikai plakát készítésével is megbízták, egyik legismertebb ezek közül a Lukacsics! Velem vagy ellenem.
Miután a Tanácsköztársaság megbukott, Bécsbe menekült, itt 1920-ban egy plakátverseny nyertese lett. Rajzok a magyar pokolból címmel látott napvilágot az az albuma, amely a fehérterror véres cselekményeit mutatja be (Halmi J. kiad., Bécs, 1921). Még ebben az évben Párizsba látogatott, ahol a Julian Akadémiára iratkozott be. 1922-től rajzait a Rire c. szatirikus lap publikálta. Sikeresek voltak Dancings (Tánc, 1924), Maisons (Nyilvánosházak, 1925) és Une journée de Madame (Őnagysága egy napja, 1926) című litográfiai albumai. Első alkalommal 1925-ben állított ki Párizsban a Devambes galériában, 1932-ben elnyerte a Francia Becsületrendet. 1935-től még amerikai újságok számára (Vanity Fair, Vogue, Esquire) is dolgozott. 1940-ben New Yorkba menekült, itt is több könyvet illusztrált, faliszőnyegtervei megjelentek 1942-ben a Harper's Bazaar különszámában.
A második világháború végetértével újra Párizsba ment és 1946-ban a Charpentier galériában kiállította azokat a képeket, melyeket amerikai tartózkodása során alkotott. 1947-ben a Szinyei Merse Pál Társaság odaítélte számára a Zichy Mihály grafikai nagydíjat. 1948-ban kiállítást hirdetett a budapesti Szalmásy galériában, azonban ez azon oknál fogva elmaradt, hogy a vámtiszt erkölcstelennek találta a New Yorkból Európába szállítandó aktjait, és meggátolta azoknak a hajóra történő felvételét. Édith Piafról, Juliette Grécoról és más hírességekről is készített portrékat. 1950-ben megjelentette húsz ismert személyiség képzeletbeli gyerekkori arcképét (pl. Cocteau, Einstein, Churchill) tartalmazó humoros albumát Képzelt arcképek címmel. 
1961-ben a cannes-i fesztivál zsűritagja volt; a párizsi Operaház, a Comédie-Française és a Théâtre Français, a londoni Adelphi Színház számára készített díszleteket, valamint számos díszlet- és jelmeztervet filmekhez (A bagdadi tolvaj, Moulin Rouge), illetve kosztümterveket az amerikai Barnum Cirkusz számára. A Moulin Rouge díszletterveiért és jelmezterveiért is egy-egy Oscar-díjat kapott 1952-ben. A terveket Párizsban és New Yorkban is kiállították. Kottacímlapok és freskók tervezésével is foglalkozott, utóbbit szállodák, kávéházak, nagypolgári lakások dekorálásának céljából. A Magyar Könyv- és Reklámművészek Társaságának és a New York-i Könyvillusztrátorok Társaságának is tagja volt. A Philadelphiai Múzeum az emlékére ösztöndíjat alapított. A Magyar Nemzeti Galériának számottevő műalkotást ajándékozott.

## Emlékezete
- Újpesten utca viseli a nevét.
- Orson Welles 1973-as H mint hamisítás című filmjében többször is szó esik róla, illetve Welles maga mesél el egy történetet Vértesről.

## Egyéni kiállítások
- 1925 • Ernst Múzeum, Budapest
- 1930 • Galerie Girard, Párizs • Levi Gallery, New York
- 1938 • Galerie de l'Elysée, Párizs
- 1946 • Galerie Charpentier, Párizs
- 1958 • Galerie Pétridès, Párizs
- 1960 • Műcsarnok kamaraterme, Budapest • Déri Múzeum, Debrecen • Mi, absztraktok, rue Bonaparte, Párizs • Cannes
- 1961 • Hansági Múzeum, Mosonmagyaróvár • Palóc Múzeum, Balassagyarmat.

## Válogatott csoportos kiállítások
- 1921 • Salon des Humoristes, Párizs
- 1926 • Ernst Múzeum, Budapest
- 1931 • Art Hongrois Moderne, Editions Bonaparte • Újságrajzoló Művészek, Nemzeti Szalon, Budapest
- 1932 • Nyomdatechnikai és könyvművészeti kiállítás, Szépművészeti Múzeum, Budapest
- 1949 • Könyvillusztrátorok Társasága, New York
- 1957 • A magyar forradalmi művészet, Műcsarnok, Budapest
- 1963 • Francia Grafikai kiállítás, Műcsarnok, Budapest
- 1966 • Petit Palais, Párizs
- 1968 • Forradalmi plakátkiállítás, Intercisa Múzeum, Dunaújváros
- Karikatúrák, Műcsarnok, Budapest
- 1978 • Színházi plakátok, Magyar Nemzeti Galéria, Budapest

## Önéletrajzi műve
- Vértes varieté (Képzőművészeti Alap, Budapest, 1971)[10]

## Illusztrált könyvek, bibliofil albumok
- Karinthy Frigyes: Tanár úr kérem (1916)
- Pásztor Árpád: Princessz (1919)
- Heltai Jenő: Hamburgerné (1920)
- Keleti Artúr: A boldogtalan Raymond és a szerentsés Bertrand lovagoknak hiteles története hét képben (1920)
- Tarcali Róbert: Quand Horthy est roi (1922)
- Dancings (12 színes litográfia, 1924)
- Maisons (12 kőnyomat, 1925)
- Gérard Bauër: Les six étages (1925)
- Pierre Mac Orlan: La semaine Secrète de Vénus (erotikus illusztrációk, 1925)
- Une journée de Madame (1926)
- Francis Carco: L'Amour vénal (1926)
- Entrée interdite au public (erotikus metszetek, előszó: Mac Orlan, P., 1926)
- Pierre Mac Orlan: Les Jeux du demi-jour (1926)
- Pierre Louÿs: Trois filles de leur mére (erotikus metszetek, 1927)
- Colette: La Vagabonde (1927)
- Pierre Louÿs: Pybrac (1928)
- Francis Carco: Rue Pigalle (1928)
- Colette: Chéri (1929)
- Ramón Gómez de la Serna: Le Cirque (1929)
- Francis Carco: Dames seules (litográfiák, 1930)
- Émile Zola: Nana (1932)
- Pierre Louÿs: Les Aventures du roi Pausole (1932)
- Pierre Benoit: Les cinq plaisirs de l'homme cultivé (1935)
- Georges Courteline: Hortense, couche-toi! (1938)
- But What Do You Need Me For? (1947)
- It's all mental (1949)
- Gérard Bauër: Instants et visages de Paris (1951)
- Amandes Vertes (illusztrált önéletrajz, 1952)
- Daphnis et Chloé (ötven rézkarc, 1953)
- Fêtes galantes – Verlaine verseihez (1954)
- Paul Verlaine: Parallèlement (1954)
- Guillaume Apollinaire: Ombre de mon amour (1955)
- Variations (1965).

## Művek közgyűjteményekben
- The British Museum, London
- Dallas Museum, Dallas
- Magyar Nemzeti Galéria, Budapest
- Musée d'Art Moderne de la Ville de Paris
- Musée d'Art et d'Histoire d'Auxerre
- Petőfi Irodalmi Múzeum, Budapest